# Stańczyk

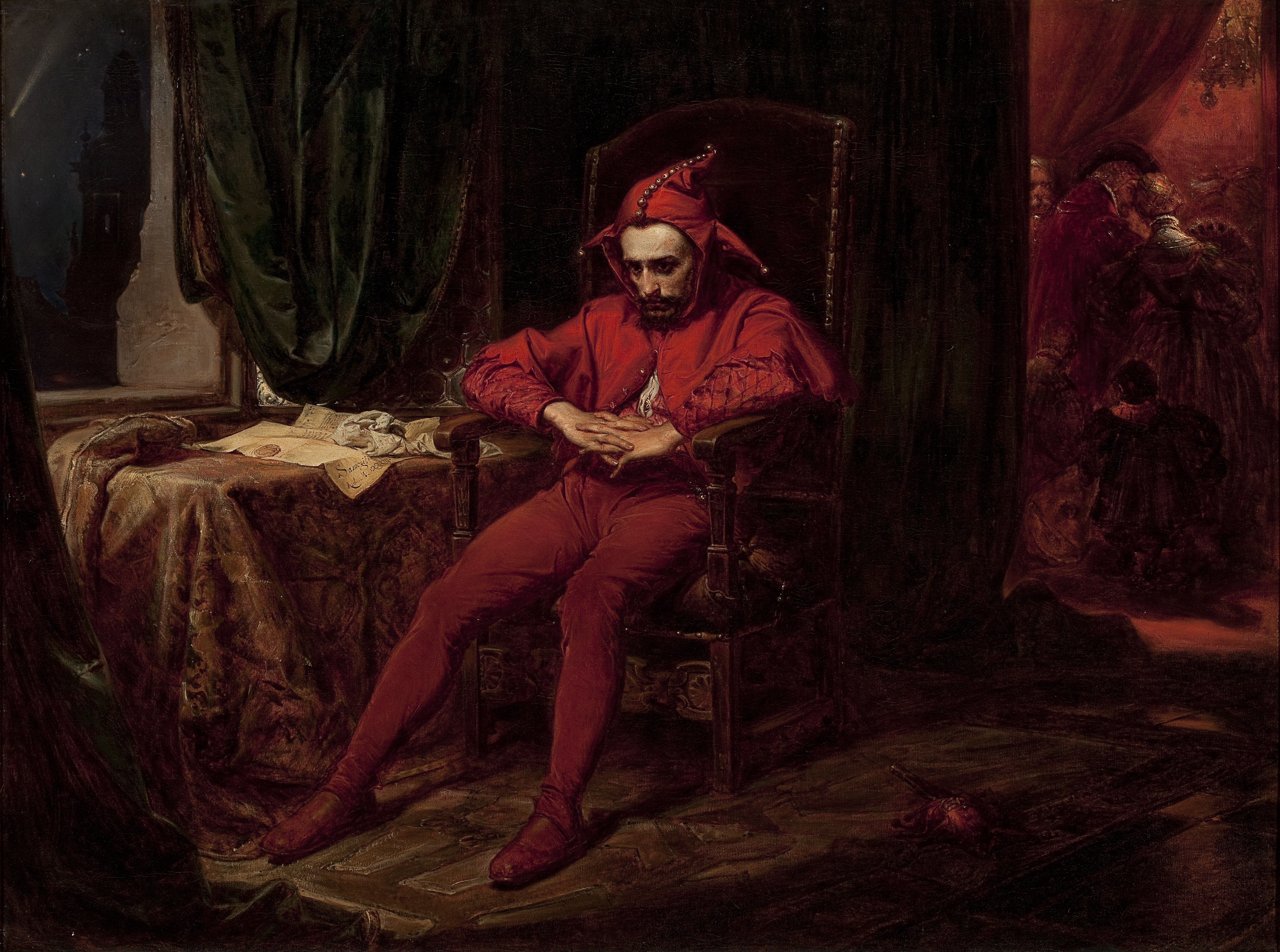
Stańczyk av Jan Matejko.

Stańczyk, född cirka 1480, död 1560, är den mest kända hovnarren i polsk historia.  Han anställdes av tre polska kungar: Alexander av Polen , Sigismund I av Polen, och Sigismund II August av Polen.
Vissa historiker tror att namnet "Stańczyk" är en förkortning av "Stanisław Gąska," gycklarens verkliga namn. Andra tror emellertid att "Gąska" i själva verket var Stańczyks mindre begåvade arbetskamrat.
Stańczyk har alltid ansetts som mycket mer än en vanlig underhållare. Han var en tänkare och politisk filosof och hade stor inblick i Polens politiska ledning. Han använde sitt jobb för att ge kritik och varning till hov genom att satirisera. Skämten brukade handla om aktuella politiska och hovliga händelser. Hans kvicka skämt har bevarats av skrivare och historiker: till exempel Łukasz Górnicki, Jan Kochanowski, Marcin Kromer och Mikołaj Rej som berömde honom för att kämpa mot skenhelighet och för sanningen.
Den mest känd anekdoten om Stańczyk är den som handlar om en björnjakt. 1533 hämtades en jättebjörn från Litauen. Björnen släpptes ut i Niepołomices skog nära Kraków så att kungen kunde jaga den. Under jakten anföll den kungen, drottningen och hovmännen vilket orsakade panik. Drottning Bona föll av sin häst och fick därefter missfall. Senare kritiserade kungen Stańczyk på grund av att han sprang iväg i stället för att anfalla björnen. Det sägs att gycklaren svarade att "det är större dårskap att släppa ut en björn som låsts in i en bur."  Svaret tros avse kungens politik mot Preussen som hade besegrats av Polen men inte förenats in i kronan.
Stańczyk blev en populär historisk figur i polsk litteratur efter delningarna av det polsk-litauiska samväldet (1795). Vissa författare använder honom som symbol för kampen om polsk självständighet. Andra har givit honom Shakespeariska aspekter. Han finns som karaktär i skrifter av, bland annat, Julian Ursyn Niemcewicz och Józef Ignacy Kraszewski.

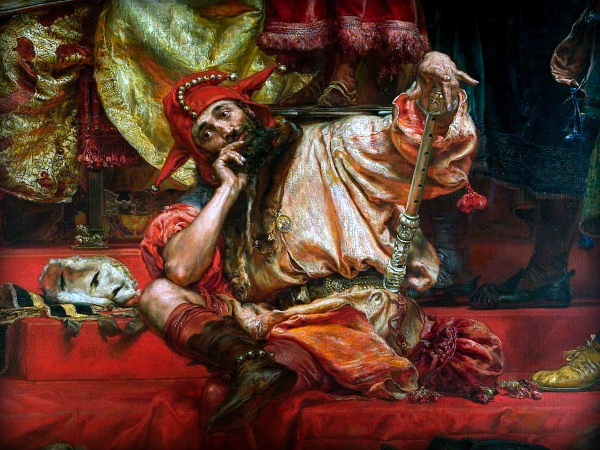
Stańczyk – fragment av Prussian Homage av Jan Matejko.

År 1869 gav en grupp unga konservativa utgivare (Józef Szujski, Stanisław Tarnowski, Stanisław Koźmian, och Ludwik Wodzicki) ut en serie satiriska pamfletter, Teka Stańczyka (Stańczykas portfolio). Knappt fem år efter Januarirevolutionen, satiriserade pamfletterna idén av beväpnade nationalistiska revolutioner och föreslog att Polen borde komma överens med sina ovänner, särskilt det Österrikiska kejsardömet, och koncentrera sig på ekonomisk tillväxt. Den politiska falangen som köpte dessa idéer kallades för "Stańczycy" (Stańczykerna).
Stańczyk var även en av Jan Matejkos favoriter bland historiska figurer och finns i många av hans konstverk. Matejko gav honom sitt eget ansikte och skapade den bild av honom som finns hos polackerna idag. Stańczyk målades alltid av Matejko som en bekymrad tänkare, i stället för en vanlig gycklare. Matejkos sätt att måla honom har påverkat andra målare, till exempel Leon Wyczółkowski, som också målade gycklaren.